# Macaronisme
Macaronisme (Duits: Makkaronismus, Frans: macaronisme) is een term uit de taalkunde, die in het Italië van de 15e eeuw, vooral rond Padua, is ontstaan. De term is gemunt door de in 1492 overleden  Italiaan Tifi Odasi die een Macharonea schreef.
Er wordt mee bedoeld, dat in een tekst, meestal de tekst van een lied, twee talen door elkaar gemengd worden. Eén van die twee talen was tot en met de 19e eeuw zeer vaak het Latijn. Een goed voorbeeld van macaronisme is de tekst van het laatmiddeleeuwse kerstlied In dulci jubilo.
In de periode vanaf de late middeleeuwen en de  renaissance is macaronisme veel toegepast als komisch bedoelde stijl, in o.a. studentenliederen. Ook spotverzen, waarin de draak wordt gestoken  met opschepperige, op hun kennis van het Latijn prat gaande studenten of mensen uit de hogere kringen, vertonen macaronisme.
In de  17e, 18e en 19e eeuw komen wel macaronische, meestal ironische of parodiërende, teksten voor van gemengd Nederlands-Frans, en vanaf plm. 1975 ook wel  gemengd Nederlands-Engels.